# Stara Wysoka
Stara Wysoka (do 1919 Nietroń) – część wsi Wysoka w Polsce, położona w województwie mazowieckim, w powiecie szydłowieckim, w gminie Szydłowiec. Dawniej odrębna wieś.